# Polangui
Polangui es un municipio filipino de primera clase, perteneciente a la provincia de Albáy, en la región de Bicolandia.

## Historia
Hacia mediados del siglo XIX, el lugar dependía de Maoraro. Aparece descrito en el segundo volumen del Diccionario geográfico, estadístico, histórico de las Islas Filipinas (1851) de Manuel Buzeta Núñez y Felipe Bravo con las siguientes palabras:

POLANGUI: visita del pueblo de Maoraro; en la isla de Luzon, prov. de Albay, dióc. de Nueva Cáceres, sit. en los 127° 8' 30" long., 13° 16' 40" lat. á la orilla derecha de un rio, en terreno llano y clima templado. Su pobl. prod. y trib. los incluimos en el art. de su matriz. El terr. es montuoso, aunque en el sitio donde está situada esta visita se estiende una buena llanura en la que se hallan las sementeras.
(Buzeta y Bravo, 1851, p. 405)

En 2020, tenía censados 89 176 habitantes.